# Stane Kmet
Stanko "Stane" Kmet, född 10 november 1893 i Ljubljana i Österrike-Ungern (nuvarande Slovenien), död där 20 december 1968, var en jugoslavisk (slovensk) längdåkare. Han var med i de olympiska vinterspelen 1928 i Sankt Moritz och kom på 28:e plats på 50 kilometer.